# Argyractis albulalis
Argyractis albulalis là một loài bướm đêm trong họ Crambidae.